# Socialistes indépendants

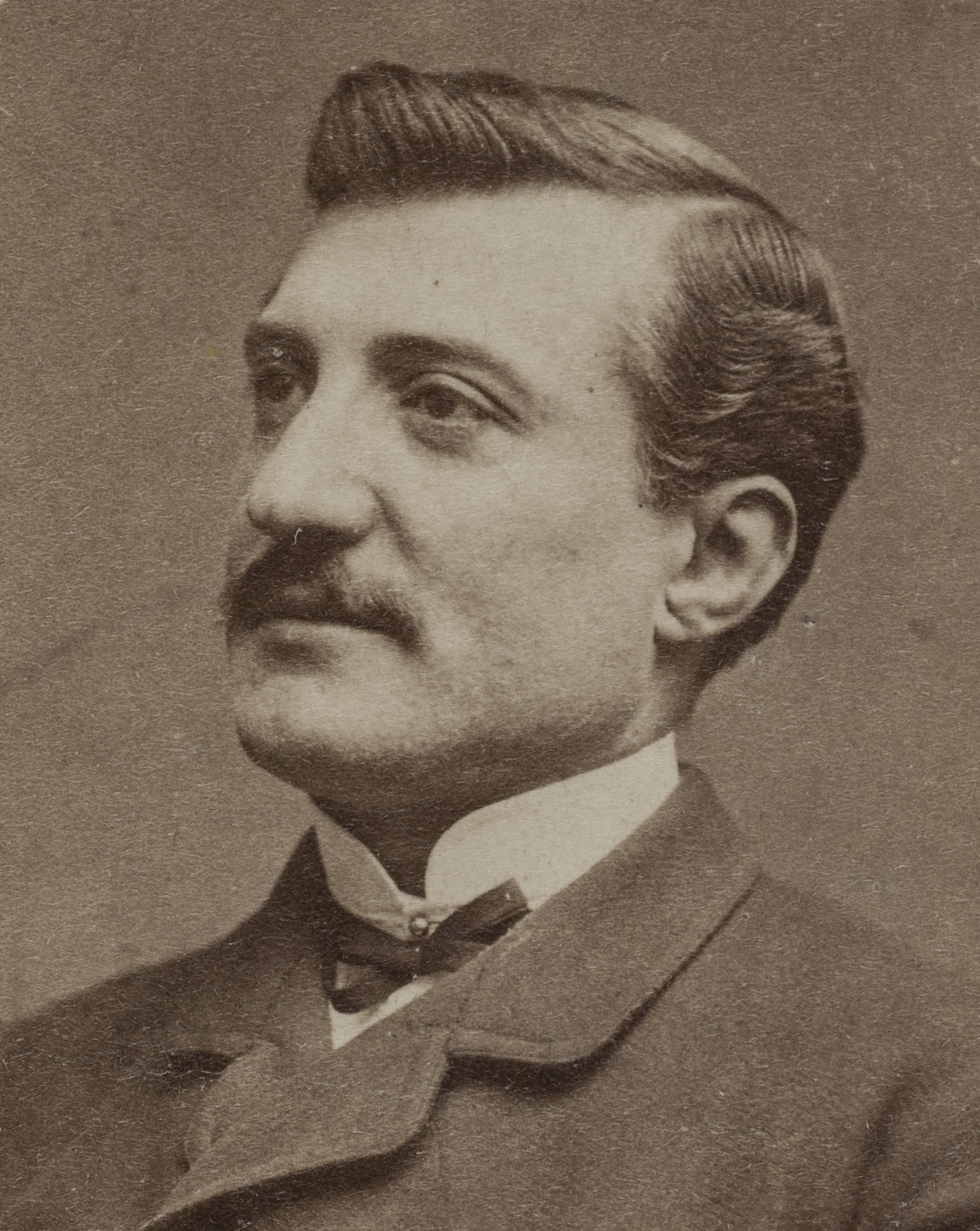
Prosper-Olivier Lissagaray

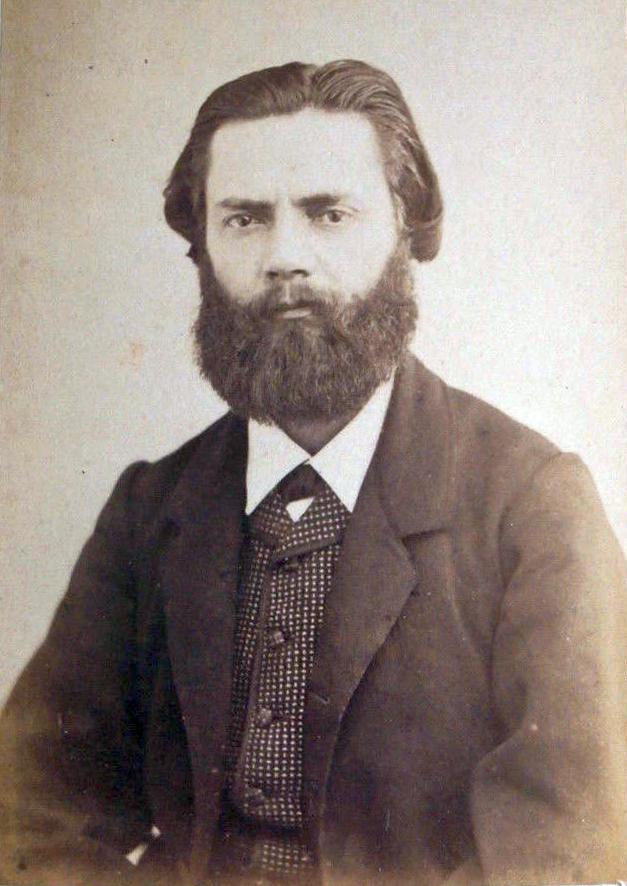
Jules Vallès

Alexandre Millerand

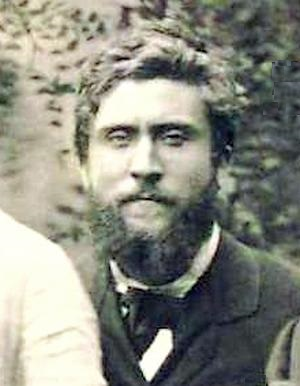
Jean Jaurès 1878

Socialistes indépendants (Unabhängige Sozialisten), später auch républicains-socialistes (Republikanische Sozialisten) genannt, ist die Bezeichnung für eine sozialistische Strömung in Frankreich, insbesondere in den Jahren 1880–1940.

## Geschichte
Die Socialistes indépendants waren zunächst Sozialisten, die sich keiner der damals existierenden sozialistischen Parteien anschließen wollten. Konkret handelte es sich um einzelne Orts- oder Kreisverbände sowie um Mandatsträger, insbesondere Abgeordnete. Die Positionen der Socialistes indépendants konnten ursprünglich sehr unterschiedlich sein: Es gab Anhänger der Vereinigung der Sozialisten, die sich weigerten, sich für eine bestimmte Partei zu entscheiden; es gab aber auch historische Persönlichkeiten wie die ehemaligen Kommunarden Prosper-Olivier Lissagaray, Zéphyrin Camelinat, Jules Vallès und Benoît Malon.
Die Position der Socialistes indépendants lässt sich durch zwei Hauptelemente charakterisieren:
- Ein starkes Festhalten an der Unabhängigkeit der gewählten Vertreter, insbesondere der Parlamentarier. Da sie ihre Legitimität von ihren Wählern ableiteten, lehnten sie eine Rechenschaftspflicht gegenüber der Parteiführung ab.
- Vertrauen in die parlamentarische Arbeit und damit de facto eine reformistische Position und eine mögliche Annäherung an die Radikalsozialisten.

Die Socialistes indépendants standen damit im Einklang mit der kurzlebigen Alliance Républicaine Socialiste der frühen 1880er Jahre.
Die bekanntesten Socialistes indépendants um die Jahrhundertwende waren Alexandre Millerand, Jean Jaurès, René Viviani und Aristide Briand. Die Bewegung des unabhängigen Sozialismus bildete eine Brücke zwischen dem Sozialismus und dem Radikalsozialismus. Sie reichte mehrheitlich von sozialistischen bis zu eher jakobinischen Positionen (Millerand), aber auch vom Radikalismus bis zum Sozialismus (Jaurès).
Im September 1889 wurde die Fédération des groupes socialistes révolutionnaires indépendants (Föderation unabhängiger revolutionärer sozialistischer Gruppen) gegründet, aus der 1899 die Confédération des socialistes indépendants (Bund unabhängiger Sozialisten) hervorging. Bei den Parlamentswahlen von 1893 waren schätzungsweise 21 der 37 sozialistischen Abgeordneten Socialistes indépendants. Im März 1902 wurde die Parti socialiste français (Französische Sozialistische Partei von 1902) durch den Zusammenschluss der Fédération des travailleurs socialistes de France (Föderation der sozialistischen Arbeiter Frankreichs) und der Unabhängigen (Confédération des socialistes indépendants et des Fédérations socialistes autonomes, Konföderation der unabhängigen Sozialisten und der autonomen sozialistischen Föderationen) ins Leben gerufen.
Im April 1905 wurde die Section française de l’Internationale ouvrière (Französische Sektion der Arbeiter-Internationalen) durch die Vereinigung aller sozialistischen Strömungen gegründet, die bereits teilweise in der Französischen Sozialistischen Partei und der Sozialistischen Partei Frankreichs zusammengefasst waren. Einige unabhängige Sozialisten, die der SFIO nicht beitreten wollten, schlossen sich jedoch zusammen und schufen die guesdistische Parti socialiste neu, die im April 1907 in Lyon einen Kongress mit einer Parlamentsfraktion von 26 Abgeordneten veranstaltete. Diese autonome sozialistische Partei, die an der Republik festhielt und die „direkte Aktion“ der Arbeiter (Generalstreik und Gewalt) ablehnte, wurde später zur Parti républicain-socialiste.